# Isabel de Gutmann

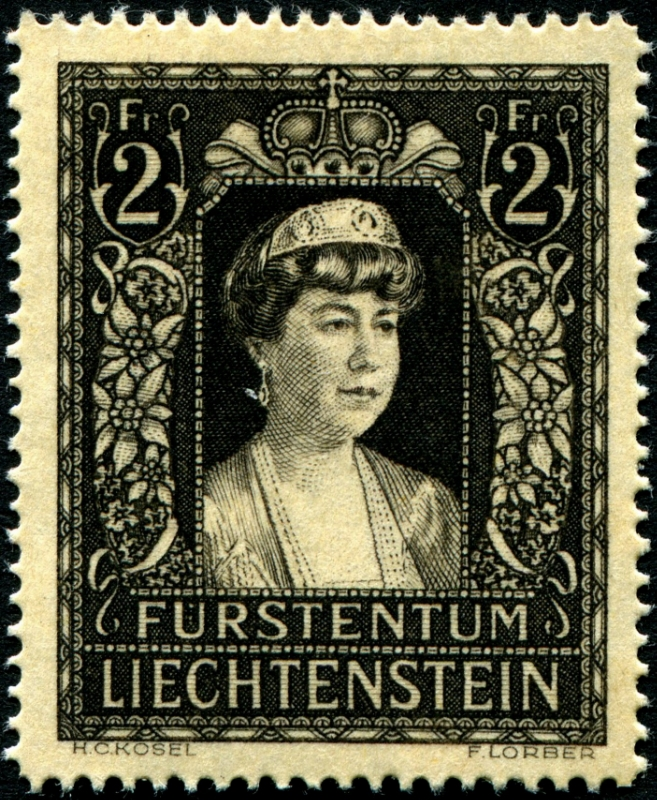
Sello conmemorativo de la princesa.

Isabel de Gutmann (Viena, 6 de enero de 1875 - Vitznau, 28 de septiembre de 1947) fue princesa de Liechtenstein por su matrimonio con Francisco I, príncipe de Liechtenstein.

## Biografía
Elisabeth nació en Viena, Imperio austrohúngaro, ella fue hija de Wilhelm Isak, Ritter de Gutmann y de su segunda esposa, Ida Wodianer. Su padre era un judío comerciante de Moravia, su empresa minera y de comercio del carbón, Gebrüder Gutmann, tomó una posición de liderazgo en el mercado. Fue nombrado, junto con su hermano y tío de Elsa, por los Habsburgo caballero de la Orden de la Corona Férrea, lo que simultáneamente llevaba aparejado el nombramiento como  Ritter hereditario. Esto ocurrió en 1878, en concreto por el emperador Francisco José I. Entre 1891 y 1892 fue Presidente de la Comunidad Israelí de Viena. 
Familiarmente, era llamada Elsa.

## Matrimonios
En primeras nupcias, días después de ser bautizada católicamente como Isabel Sarolta, el 1 de febrero de 1899, Isabel se casó en Viena con el barón húngaro Géza Erős de Bethlenfalva (1866-1908), pero él murió joven. No tuvieron hijos.
En 1914, en el fondo de ayuda para los soldados, conoció al príncipe Francisco de Liechtenstein (1853-1938). El hermano de éste, el entonces príncipe soberano Juan II no estaba de acuerdo con esta relación. El 11 de febrero de 1929 el príncipe Francisco sucedió a su hermano como Francisco I, ya que su hermano había muerto soltero y sin hijos. En 22 de julio de 1929 Isabel y Francisco I se casaron en la pequeña parroquia de Lainz, cerca de Viena. No tuvieron hijos. Su esposa era, como una mujer rica judía de Viena, identificada por las autoridades locales nazis como su "problema". Aunque Liechtenstein no tenía partido oficial nazi, un movimiento de simpatía nazi había sido germinado durante años dentro de su partido Unión Nacional.
Conmemorando el mismo día de su matrimonio, su esposo fundó la Orden del Mérito del Principado de Liechtenstein, un año antes de morir.
Francisco I e Isabel fueron la primera pareja principesca de Liechtenstein que estableció contactos con la población de Liechtenstein y, visitaron el país con regularidad, permaneciendo en Liechtenstein varias semanas al año. Isabel hizo visitas a los enfermos en los hospitales, asistió a las instituciones públicas, y se presentó a los pobres en las aldeas. Por su bondad, ella era muy popular entre la gente, debido a sus cálidas formas en el trato con los demás. La Fundación Francisco e Isabel para la Juventud de Liechtenstein todavía existe hoy.
También existió la Fundación Princesa Elsa para hospitales.
A principios de 1938, justo después de la anexión de Austria a la Alemania nazi, a sus 84 años de edad, el príncipe Francisco I abdicó, nombrando a su primo tercero Francisco José, futuro príncipe Francisco José II, de 31 años de edad, como su sucesor.

## Últimos años
Después de la muerte de su segundo marido en 1938, vivió en Semmering Pass, hasta la anexión de Austria a la Alemania nazi se exilió en Suiza, donde murió en Vitznau, donde está situado el lago Lucerna, en 1947.
Ella fue la primera princesa que no fue enterrada en Brno, sino en la nueva cripta real junto a la Catedral de San Florián en Vaduz.

## Títulos y estilos
- 6 de enero de 1875 - 1 de febrero de 1899: señorita Isabel de Gutmann.
- 1 de febrero de 1899 - 7 de agosto de 1908: baronesa Isabel Erős de Bethlenfalva.
- 7 de agosto de 1908 - 22 de julio de 1929: baronesa viuda Isabel Erős de Bethlenfalva.
- 22 de julio de 1929 - 25 de julio de 1938: Su Alteza Serenísima la princesa consorte de Liechtenstein.
- 25 de julio 1938 - 28 de septiembre de 1947: Su Alteza Serenísima la princesa Isabel de Liechtenstein.

## Ancestros
|  |                                               |  |  |  |  |  |  |  |  |  |  |  |  |  |  |  |
|  | 16. David Gutmann                             |  |  |  |  |  |  |  |  |  |  |  |  |  |  |  |
|  |                                               |  |  |  |  |  |  |  |  |  |  |  |  |  |  |  |
|  |                                               |  |  |  |  |  |  |  |  |  |  |  |  |  |  |  |
|  | 8. Isak Kelin Gutmann                         |  |  |  |  |  |  |  |  |  |  |  |  |  |  |  |
|  |                                               |  |  |  |  |  |  |  |  |  |  |  |  |  |  |  |
|  |                                               |  |  |  |  |  |  |  |  |  |  |  |  |  |  |  |
|  | 4. Marcus Leopold Gutmann                     |  |  |  |  |  |  |  |  |  |  |  |  |  |  |  |
|  |                                               |  |  |  |  |  |  |  |  |  |  |  |  |  |  |  |
|  |                                               |  |  |  |  |  |  |  |  |  |  |  |  |  |  |  |
|  | 9. Elise Wolf                                 |  |  |  |  |  |  |  |  |  |  |  |  |  |  |  |
|  |                                               |  |  |  |  |  |  |  |  |  |  |  |  |  |  |  |
|  |                                               |  |  |  |  |  |  |  |  |  |  |  |  |  |  |  |
|  | 2. Wilhelm Isak, Ritter de Gutmann            |  |  |  |  |  |  |  |  |  |  |  |  |  |  |  |
|  |                                               |  |  |  |  |  |  |  |  |  |  |  |  |  |  |  |
|  |                                               |  |  |  |  |  |  |  |  |  |  |  |  |  |  |  |
|  | 20. Schaltiel Spira-Fränkel                   |  |  |  |  |  |  |  |  |  |  |  |  |  |  |  |
|  |                                               |  |  |  |  |  |  |  |  |  |  |  |  |  |  |  |
|  |                                               |  |  |  |  |  |  |  |  |  |  |  |  |  |  |  |
|  | 10. Anschel Spira-Fränkel                     |  |  |  |  |  |  |  |  |  |  |  |  |  |  |  |
|  |                                               |  |  |  |  |  |  |  |  |  |  |  |  |  |  |  |
|  |                                               |  |  |  |  |  |  |  |  |  |  |  |  |  |  |  |
|  | 21. Rachel N.                                 |  |  |  |  |  |  |  |  |  |  |  |  |  |  |  |
|  |                                               |  |  |  |  |  |  |  |  |  |  |  |  |  |  |  |
|  |                                               |  |  |  |  |  |  |  |  |  |  |  |  |  |  |  |
|  | 5. Dobresch Spira-Fränkel                     |  |  |  |  |  |  |  |  |  |  |  |  |  |  |  |
|  |                                               |  |  |  |  |  |  |  |  |  |  |  |  |  |  |  |
|  |                                               |  |  |  |  |  |  |  |  |  |  |  |  |  |  |  |
|  | 11. Dobresch N.                               |  |  |  |  |  |  |  |  |  |  |  |  |  |  |  |
|  |                                               |  |  |  |  |  |  |  |  |  |  |  |  |  |  |  |
|  |                                               |  |  |  |  |  |  |  |  |  |  |  |  |  |  |  |
|  | 1. Isabel, Princesa consorte de Liechtenstein |  |  |  |  |  |  |  |  |  |  |  |  |  |  |  |
|  |                                               |  |  |  |  |  |  |  |  |  |  |  |  |  |  |  |
|  |                                               |  |  |  |  |  |  |  |  |  |  |  |  |  |  |  |
|  | 6. Philipp Wodianer                           |  |  |  |  |  |  |  |  |  |  |  |  |  |  |  |
|  |                                               |  |  |  |  |  |  |  |  |  |  |  |  |  |  |  |
|  |                                               |  |  |  |  |  |  |  |  |  |  |  |  |  |  |  |
|  | 3. Ida Wodianer                               |  |  |  |  |  |  |  |  |  |  |  |  |  |  |  |
|  |                                               |  |  |  |  |  |  |  |  |  |  |  |  |  |  |  |
|  |                                               |  |  |  |  |  |  |  |  |  |  |  |  |  |  |  |
|  | 7. Emma Porges                                |  |  |  |  |  |  |  |  |  |  |  |  |  |  |  |
|  |                                               |  |  |  |  |  |  |  |  |  |  |  |  |  |  |  |
|  |                                               |  |  |  |  |  |  |  |  |  |  |  |  |  |  |  |

| Predecesor: Condesa Francisca de Kinsky de Wchinitz y Tettau | Princesa consorte de Liechtenstein 22 de julio de 1929 - 25 de julio de 1938 | Sucesor: Condesa Georgina Norberta de Wilczek |